# Fernanda Crispim
Fernanda de Souza Lima Crispim (Rio de Janeiro, 1 de março de 1976) é uma atriz, dubladora e cantora brasileira, e irmã do também dublador Peterson Adriano. Ela é conhecida por dublar personagens como Claire na série Eu, a Patroa e as Crianças, Angelique Boyer na maioria de suas novelas, a Princesa Fiona nos filmes da franquia Shrek, Lucille no desenho Free Willy, Ruby na série Supernatural, Tonya Rock na série Todo Mundo Odeia o Chris e Lana Lang em Smallville.
Em 2011, foi indicada ao Prêmio Yamato de melhor dubladora de protagonista, como a voz da Princesa Fiona no filme animado Shrek para Sempre.
Fernanda Crispim ingressou na dublagem no estúdio Herbert Richers quando tinha 11 anos, acompanhada do irmão, participando nas novelas Carrossel e Chispita, aos 10 anos de idade converteu-se ao Protestantismo, após ter sonhado com a Volta de Jesus Cristo.

## Filmografia

### Dublagens
- Angelique Boyer nas novelas Teresa, Abismo de Paixão, O Que a Vida me Roubou, Império de Mentiras, Três Vezes Ana e Rebelde[6]
- Smallville - Lana Lang
- Cuidado com o Anjo - Estefania Velarde
- Agents of S.H.I.E.L.D. - Chloe Bennet como Daisy "Skye" Johnson / Quake
- María la del Barrio - Alícia Montalbán Smith
- Entourage - Garota / Chloey / Cheyenne / Vanessa
- Niña... amada mía - Luz
- E-Ring - Maya
- Os Feiticeiros de Waverly Place - Nellie Rodriguez
- Quarteto Fantástico e o Surfista Prateado - Julie Angel
- Disney Channel Games - Vanessa Hudgens
- Boy Meets World - Angela
- Desperate Housewives - Barbie
- RocknRolla - Jackie / June
- Now and Then - Teeny
- Veronica Mars - Jackie Cook / Sabrina
- Grey's Anatomy - Camille Travis / Nicole / Lucy
- Cold Case - Billie / Eve Kendall / Samantha / Tina / Bobbi / Emma / Phillipa
- I Am Number Four - Número 6
- Bedtime Stories - Violet Nottingham
- Amy, la niña de la mochila azúl - Coral
- Rubi (telenovela) - Sofia
- Amor real - Adelaida
- Aliens in America - Sadika
- Manual de Sobrevivência Escolar do Ned - Bitsy
- One Tree Hill - Brooke Davis
- Family Affair - Sutton
- Xena: A Princesa Guerreira - Tara
- Pizza My Heart - Gina Prestolani
- Medical Investigation - Rebecca Stevens
- Home Alone - Tracy
- Home Alone 2: Lost in New York - Tracy
- Saw IV - Brenda
- Like Family - Lisa
- Sleepover - Stacie
- The Clique - Alicia
- The Cheetah Girls - Dorinda
- The Cheetah Girls 2 - Dorinda
- The Cheetah Girls: One World - Dorinda
- The Greatest Game Ever Played - Sarah Wallis
- Everwood - Laynie Hart
- Love Don't Cost a Thing - Yvonne
- Casanova - Victoria
- Monk - Maria / Edie
- American Pie 2 - Heather / Natalie
- Power Rangers Mystic Force - Madison
- American Pie 5: The Naked Mile - Natalie
- Dead Like Me - Misty
- Princess - Sophie
- Holiday in the Sun - Madison
- Helter Skelter - Lynette Fromme
- La madrastra - Ana Rosa Marquéz
- Destilando Amor - Isadora
- Mariana de La Noche - Carol
- The O.C. - Reed Clarkson / Jenn
- Like Family - Mary / Elissa
- Chispita - Chispita (2ª Dublagem - Herbert Richers)
- Freaks and Geeks - Lindsay
- Supernatural - Lindsey / Ruby / Lori / Amy[6]
- Touching Evil - Samantha
- Blue Water High - Erica
- The Crusader - Leila
- Crusade - Leila
- Stargate Atlantis - Marin
- Terminator: The Sarah Connor Chronicles - Cheri
- Cold Creek Manor - Kristen
- Kyle XY - Amanda Bloom
- Interview with the Vampire: The Vampire Chronicles - Claudia
- Eternal Sunshine of the Spotless Mind - Mary
- Bring It On - Torrance
- The Big Bang Theory - Vicki
- Be Cool - Tiffany
- Beauty Shop - Darnelle
- Honey I Blew Up The Kid - Mandy
- Campus Confidential - Cornelia
- Barbershop - Raina
- Without a Trace - Sara
- Jump in! - Mary
- Strong Medicine - Nikki
- The Closer - Theresa / Gretchen
- Evil Never Dies - Eve
- Power Rangers - Aisha
- Kenan & Kel - Melissa
- The Outer Limits - Briana Lake
- Broken Hearts - Cassie
- Wuthering Heights - Cathy / Catherine
- Stargate Atlantis - Pelius
- The Sleepover Club - Kristal
- Gracie - Tracy
- Double Agent - Meredith
- Annapolis - Ali
- In Plain Sight - Iris
- Casper - Amber
- Medium - Claire Chasse / Geraldine
- My Wife And Kids - Claire Marie Kyle
- Labyrinth - Sarah
- Sabrina - Libby Chessler
- Made of Honor - Arielle
- Atlantis: The Lost Empire - Audrey
- Atlantis: Milo's Return - Audrey
- Getting There - Lyndi
- CSI: Miami - Stacy / Jennifer / Susie / Jenny
- Clueless - Tai
- Boston Legal - Michelle Cabot-Levinson
- Music and Lyrics - Cora
- Body of Lies - Aisha
- Café, con aroma de mujer - Daniela
- The Suite Life of Zack & Cody - Nia
- Southland Tales - Deena
- The Class - Melanie
- Poseidon - Jennifer
- Wild Child - Poppy
- You Wish - Fiona
- My Suicidal Sweetheart - Sis
- The Sopranos - Rhiannon
- Igby Goes Down - Lisa
- The Challenge - J.J
- Juana, La Virgen - Joana
- Fantastic Four: Rise of the Silver Surfer - Party Girl
- The 4400 - Maia
- Legally Blondes - Ashley
- Air Bud II: Seventh Inning Fetch - Andrea
- The Big Bang Theory - Christy
- Cory in the House - Jennifer
- White Chicks - Megan
- Calendar Girls - Calendar
- Huff - Alyssa
- Envy - Lula Dingman
- Las Vias Del Amor - Perla
- El alma no tiene color - Maigualida
- Abrázame muy fuerte - Maria do Carmo
- Blue State - Chloe
- Superhero Movie - Fã
- Power Rangers Jungle Fury - Lily
- The Guilty - Tanya
- Category Seven - Chang
- ¡Vivan los niños! - Miranda
- X-Men - Cérebro
- Felicity - Julie
- Gotta Kick It Up - Yolanda
- The Sisterhood of the Traveling Pants - Tibby
- The Sisterhood of the Traveling Pants 2 - Tibby
- Prime Suspect: The Final Act - Gloria
- Strong Medicine - Tally
- Divine Secrets Of The Ya-ya Sisterhood - Sidda
- Law & Order - Sarah
- Devil's diary - Dominique
- Stargate Atlantis - Flora
- The Secret World Of Alex Mack - Nicole
- Stone Cold - Candace
- Fool's Gold - Gemma
- Strong Medicine - Francis
- The Last of the High Kings - Dawn
- Scream - Emma
- The Greatest Game Ever Played - Sarah
- Todo Mundo Odeia o Chris - Tonia[6]
- Jugar Con Fuego - Andrea

#### Animação
- X-Men: Evolution - Taryn
- Os Jovens Titãs - Abelha
- Shrek, Shrek 2, Shrek Terceiro e Shrek para Sempre - Fiona[7]
- Mononoke Hime - San
- Pucca - Ching
- Free Willy - Lucille[6]
- Bratz: Babyz the Movie - Breeana
- As Aventuras de Brandy e Sr. Bigodes - Brandy
- League of Legends - Zyra
- O Príncipe do Egito - Miriam Adulta
- A Vida e as Aventuras de Juniper Lee - Ray Ray[6]
- Yu Yu Hakusho - Keiko[6]
- Clifford, o Gigante Cão Vermelho (O Filme) - Emily Elizabeth
- O Diário da Barbie - Heather
- Pokémon - Bryony
- Histórias de Fantasmas - Keiichirou Miyanoshita